# Consiliul Național Român Central
Consiliul Național Român Central a fost un organ politic al românilor din Transilvania, care a desfășurat o dublă activitate, politică și administrativă, având funcțiile unui organism statal central.  Consiliul Național Român Central se formează ca o etapă, necesară, următoare de organizare a luptei naționale a românilor din Transilvania în toamna anului 1918.

## Istoric
La începutul lunii octombrie 1918 are loc o întâlnire la Budapesta a reprezentanților Partidul Național Român și reprezentanții mișcării social-democrate din Transilvania în care și unii, și alții s-au pronunțat pentru o colaborare în cadrul unui consiliu comun. Înființarea consiliului are loc la Budapesta în noaptea de 30 octombrie/31 octombrie 1918, având în componență șase membri ai Partidului Național Român (Vasile Goldiș, Aurel Lazăr, Theodor Mihali, Ștefan Cicio-Pop, Alexandru Vaida-Voievod, Aurel Vlad) și șase membri ai Partidului Social – Democrat al românilor din Transilvania (Tiron Albani, Ion Flueraș, Enea Grapini, Iosif Jumanca, Iosif Renoiu și Bazil Surdu).

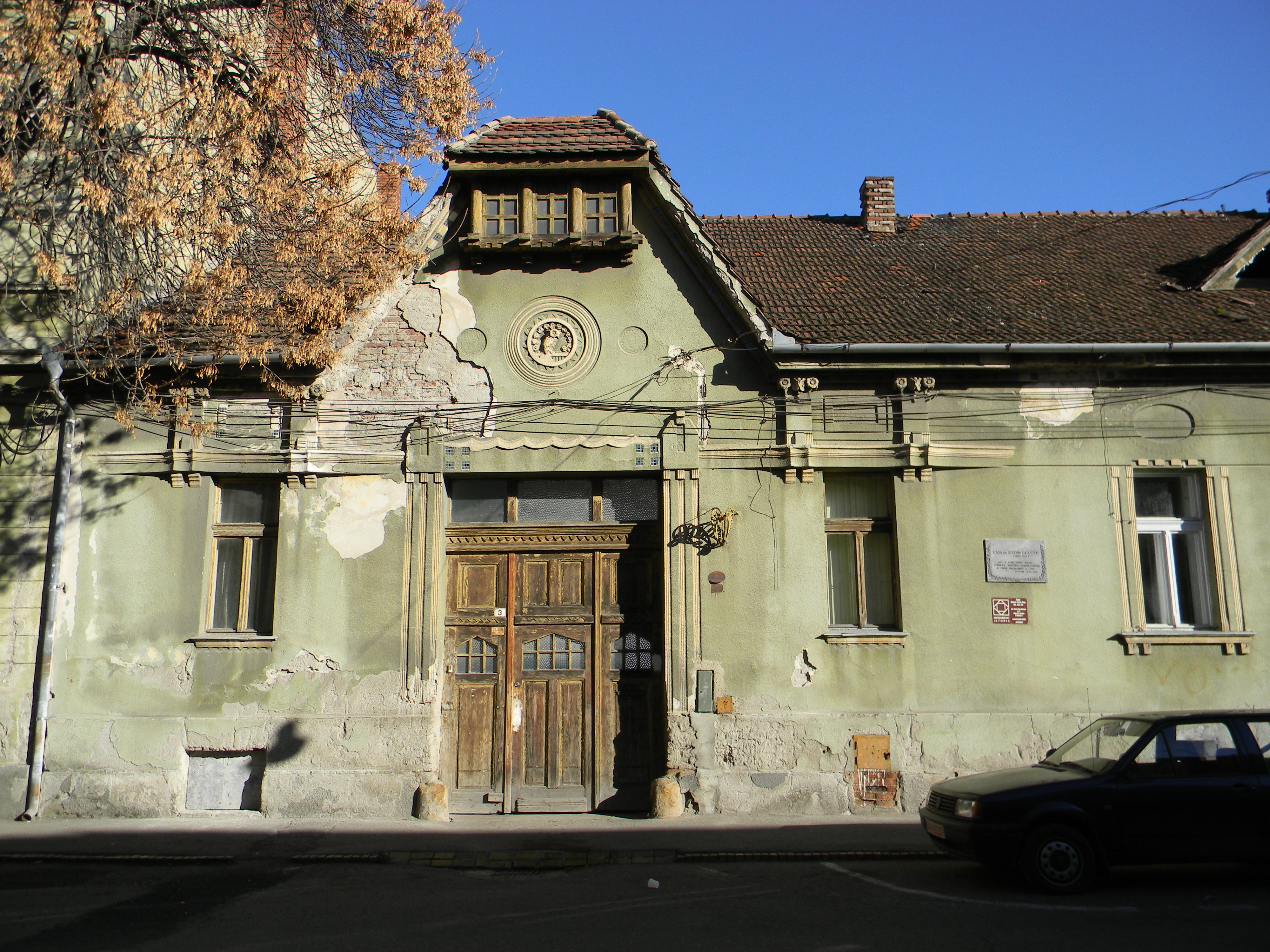
Casa Ştefan Cicio Pop, sediul Consiliului Naţional Central Român

Consiliul Național Român Central își începe activitatea la Arad, la 2 noiembrie 1918, în casa lui Ștefan Cicio-Pop, care este numit președintele consiliului. De la această dată consiliul a început formarea organizațiilor teritoriale, comitatense, cercuale și comunale, prin intermediul cărora consiliul nu doar a orientat, ci a condus efectiv viața politică din Transilvania.
La data de 9 noiembrie 1918 consiliul ia decizia de a trimite o notă diplomatică guvernului maghiar prin care solicită preluarea puterii depline de guvernare asupra teritoriilor locuite de români în Ardeal și Țara Ungurească Nota diplomatică, redactată de către Vasile Goldiș, solicita guvernului maghiar să-i transmită consiliului autoritatea politică, administrativă și militară a celor 23 de comitate din Transilvania și a părților românești din comitatele Bichiș, Cenad și Ugocea și a fost trimisă la 10 noiembrie 1918, termenul de îndeplinire fiind fixat la 12 noiembrie 1918, la ora 18.
Guvernul maghiar răspunde solicitând o amânare de 12 ore, iar apoi trimite o delegație condusă de Oszkár Jászi, ministru al naționalităților, pentru tratative. Dar condițiile prezentate de guvernul maghiar la 13 noiembrie 1918 sunt respinse după două zile de negocieri, iar în seara zilei de 14 noiembrie 1918 Consiliul Național Român Central a transmis poporului român din Transilvania un comunicat prin care anunța că tratativele purtate cu delegația maghiară nu au dus la nici un rezultat, deoarece intenția românilor era Desfacerea totală.

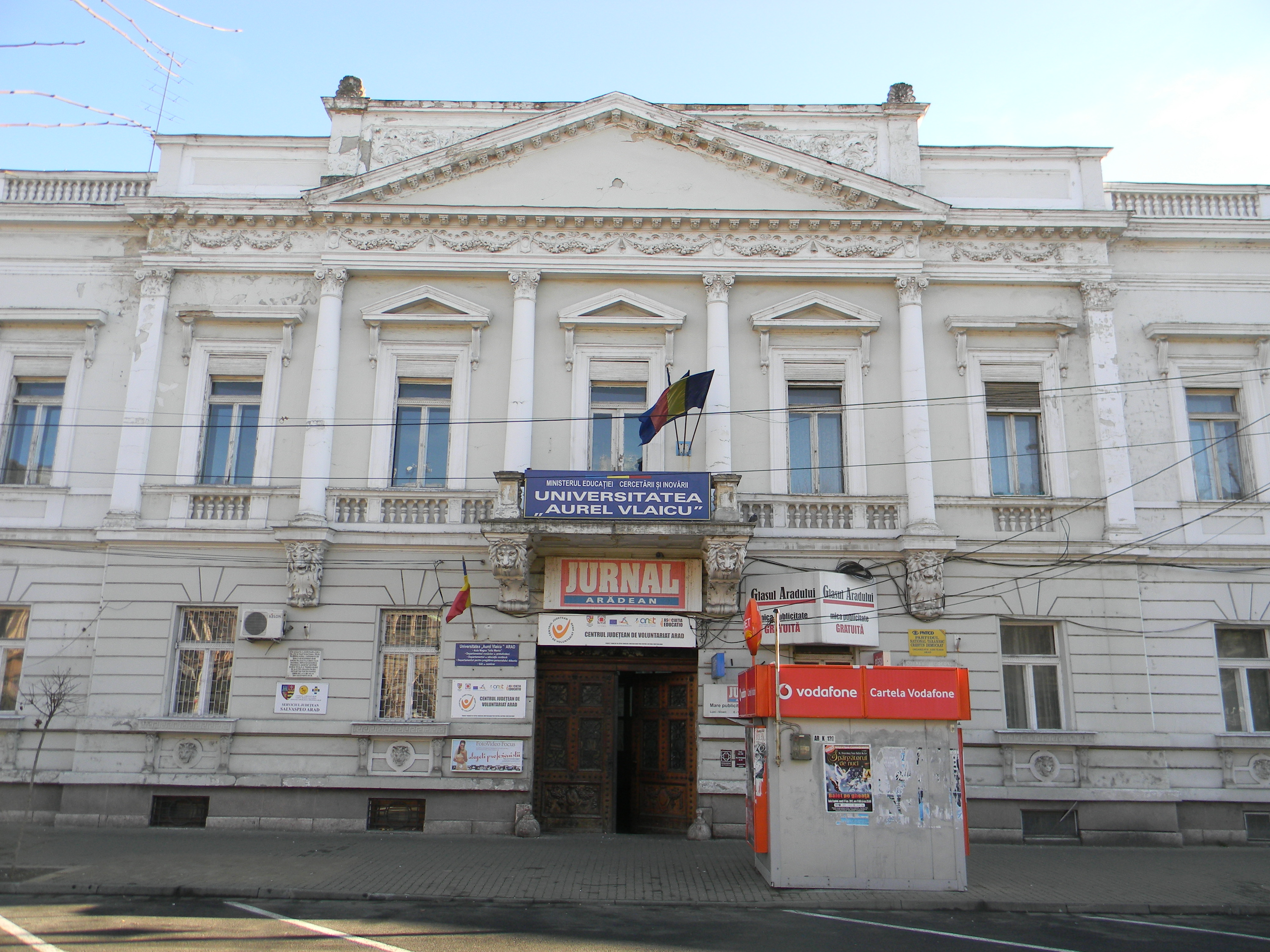
Fosta Prefectură din Arad. În această clădire au avut loc negocierile între delegaţia guvernului maghiar şi Consiliul Naţional Central Român din 13 - 15 noiembrie 1918

A doua zi, după eșecul tratativelor cu delegația maghiară condusă de ministrul Jászi, la 15 noiembrie 1918, Consiliul Național Român Central ia hotărârea de a declara unirea românilor transilvăneni, crișeni, bănățeni și maramureșeni cu Regatul României într-o Mare Adunare Națională. Hotărârea este cuprinsă în Regulamentul pentru alegerea deputaților care urmau să voteze Unirea cea Mare. Alegerea deputaților urma să se facă în următoarele 10 zile în conformitate cu Legea electorală din 1910, pe circumscripții, în toate localitățile desemnate a fi centre electorale. Numărul deputaților aleși, s-a decis a fi cinci pe circumscripție electorală, aleși prin vot universal deschis. Este pentru prima dată când bărbații și femeile aveau dreptul de a-și exprima votul direct.
La 18 noiembrie 1918 Consiliul Național Român Central redactează, prin același Vasile Goldiș, manifestul Către popoarele lumii, semnat în numele Marelui Sfat al Națiunii Române de Ștefan Cicio Pop, prin care se făcea cunoscut refuzul autorităților maghiare de a ține seama de revendicările juste ale populației românești.
La 20 noiembrie 1918 Consiliul Național Român Central anunță convocarea Marii Adunări Naționale la Alba Iulia. În discuție au mai fost luate orașele Blaj și Sibiu, dar s-a optat pentru Alba Iulia datorită faptei lui Mihai Viteazul de la 1600 și a supliciului conducătorilor Revoluției de la 1784 în cetatea orașului. Alba Iulia fiind numită în Actul Convocării, cetatea istorică a neamului nostru.
Astfel, ca urmare a eforturilor Consiliul Național Român Central, într-o zi de duminică la 1 decembrie 1918, are loc Marea Adunare Națională de la Alba Iulia a celor 1.228 de deputați, în Sala Cazinoului, care votează în unanimitate Hotărârea de la Alba Iulia a Unirii Transilvaniei cu Regatul Român.
Consilile naționale românești locale, care au activat sub conducerea Consiliul Național Român Central, și-au încetat activitatea la 6 februarie 1919. Consiliul Dirigent, organismul legislativ și executiv al Transilvaniei, și-a continuat activitatea până în data de 4 aprilie 1920, când a fost dizolvat de către guvernul României.